# Luke Pearson
Luke Pearson (Stockton-on-Tees, 12 de octubre de 1987) es un dibujante, ilustrador y escritor británico. Pearson es conocido por ser el creador de la serie de original de Netflix;  Hilda, basada en su serie de cómics, del mismo nombre; Hilda, siendo esta distribuido por Nobrow Press. También ha sido artista de storyboard, de la serie de Cartoon Network, Adventure Time, durante la quinta temporada, y regresando en la séptima temporada.

## Trabajos

### Hilda
En 2010, Pearson publicó su primera serie de novelas gráficas, Hildafolk, este fue relanzado como "Hilda and the Troll" (Hilda y el trol). En 2011, lanza el segundo libro de Hilda, "Hilda and the Midnight Giant" (Hilda y el gigante de medianoche). En 2012, lanzaría el tercer libro, "Hilda and the Bird Parade" (Hilda y el desfile de los pájaros), ese mismo año recibiría el Premio Young People's Comic Award en British Comic Awards por su obra anteriror, "Hilda and the Midnight Giant". En 2014, lanza el cuarto libro de Hilda, "Hilda and the Black Hound", este ganó varios premios como Young People's Comic Award en 2014, Bester Comic für Kinder (Alemania), Pépite de la Bande Dessinée (Francia) y The Dwayne McDuffie Award for Kid's Comics en 2015. En 2016, lanza el quinto libro de Hilda, "Hilda and the Stone Forest" (Hilda y el bosque de piedra). En 2019, lanza el sexto libro de Hilda, "Hilda and the Mountain King" (Hilda y el rey de la montaña).

### Hora de Aventura
En 2012, Pearson fue guionista en la serie "Hora de Aventura" (2010), en la quinta temporada coescribió con Somvilay Xayaphone el guion gráfico de los episodios titulados "Calles de caramelo" (episodio 129)  y "Fuego y Hielo" (episodio 130). En 2015, Pearson junto a Emily Partridge coescribieron dos episodios de la séptima temporada, titulados "Fútbol" (episodio 204) y "¿Puedo pasar?" (episodio 209). En su web oficial da una muestra de fotogramas ilustrados y dibujos promocionales no oficiales de la serie.

## Premios y nominaciones

### Libros de Hildafolk
| Año  | Premio                                                                       | Nominado                     | Resultado | Ref    |
| ---- | ---------------------------------------------------------------------------- | ---------------------------- | --------- | ------ |
| 2012 | Young People's Comic Award en British Comic Awards (Premio al Cómic Juvenil) | Hilda and the Midnigth Giant | Ganador   | [ 28 ] |
| 2013 | Sélection Jeunesse (Festival de Angulema)                                    | Hilda and the Bird Parade    | Nominado  | [ 29 ] |
| 2014 | Eisner Awards (Mejor escritor / artista y Publicación para Niños)            | Hilda and the Bird Parade    | Nominado  | [ 30 ] |
| 2014 | Premio Max & Moritz (Mejor Cómic para Niños)                                 | Hilda and the Midnight Giant | Ganador   | [ 31 ] |
| 2014 | Gran Guinigi (Mejor Saga Literaria)                                          | Hilda and the Midnight Giant | Ganador   | [ 32 ] |
| 2015 | Dwayne McDuffie Award (Mejor Cómic Infantil)                                 | Hilda and the Black Hound    | Ganador   | [ 33 ] |
| 2017 | Eisner Awards (Mejor Publicación para Niños)                                 | Hilda and the Stone Forest   | Nominado  | [ 34 ] |
| 2017 | Dwayne McDuffie Award (Mejor Cómic Infantil)                                 | Hilda and the Stone Forest   | Nominado  | [ 35 ] |

### Serie de Netflix
| Año  | Premio                                                       | Serie animada | Resultado | Ref    |
| ---- | ------------------------------------------------------------ | ------------- | --------- | ------ |
| 2019 | Daytime Emmy Awards (Serie animada infantil excepcional)     | Hilda         | Nominado  | [ 36 ] |
| 2019 | British Academy Children's Awards (Mejor Animación infantil) | Hilda         | Ganador   | [ 37 ] |